# Austrochloritis separanda
Austrochloritis separanda är en snäckart som beskrevs av Tom Iredale 1938. Austrochloritis separanda ingår i släktet Austrochloritis och familjen Camaenidae. Inga underarter finns listade i Catalogue of Life.